# 鄭崇儉
鄭崇儉（？—1641年），號大章，山西平阳府鄉寧縣人，軍籍。明末政治人物。

## 生平
鄭崇儉為萬曆四十三年（1615年）乙卯科山西鄉試舉人，四十四年（1616年）联捷丙辰科進士，通政司觀政，授蘇州府推官，四十六年應天府同考，天啓二年（1622年）補河南府推官，四年湖廣同考，五年行取，授兵部主事，七年管理清黄，崇祯元年（1628年）升郎中，二年升山東濟南兵備副使。三年遷陝西右參政，六年升本省按察使。屢遷右僉都御史，巡撫寧夏，數次擊敗農民軍。崇禎十二年（1639年）正月，擢兵部右侍郎，代洪承疇總督陝西三邊軍務。崇禎十三年（1640年）二月崇儉率賀人龍、李國奇等大破張獻忠於太平縣之瑪瑙山，獻忠敗走歸州，竄柯家坪，崇儉遺人龍、國奇等窮追之，又連敗之於寒溪寺、鹽井，先後斬首千五百級，賊首順天王、一條龍、一隻龍皆降。五日三捷，威名甚振，後以年老請歸，不許，令還關中。
崇儉去後，賀人龍又自行西歸，蜀中大亂。楊嗣昌責怪崇儉撤兵太早，致賊猖獗，帝命削其籍，以丁啟睿赴軍前代理。隔年，張獻忠陷襄陽，嗣昌病死，帝更加氣憤崇儉不掎角平賊，逮鄭崇儉下獄，“責以縱兵擅還，失誤軍律”，五月棄市。福王時，給事中李清为之辩白：「崇儉未失一城、喪一旅，因他人巧卸，遂服上刑。群臣微知其冤，無敢訟言者，臣甚痛之。」崇儉之冤始平反。

## 家族
曾祖鄭效。祖父鄭又貴。父鄭都，教谕。

## 延伸阅读
[在维基数据编辑]
 《明史卷二百六十》，出自《明史》